# Луна 1958В
Луна 1958В, (Луна Е-1 № 3) също обозначавана Луна 1В, е съветска космическа сонда за изучаване на Луната и космическото пространство. Това е третият съветски опит (от 4 планирани) да се достигне Лунната повърхност. Целта не е достигната поради провал при изстрелването.
Сондата има тегло 361 kg и е третата от програма Луна. Мисията включва изпускането на малък облак от натрий след достигането на Лунната повърхност, което да създаде „натриева комета“, която може да се види от Земята.
Апарата е изстрелян на 4 декември 1958 с ракета носител Луна 8К72 от космодрума Байконур, стартова площадка 1/5. На 245-тата секунда от полета блокира помпата за водороден прекис поради липса на смазване, което причинява спиране на двигателите на ракетата-носител, при което сондата е разрушена.